# کنیا کوداما
کنیا کوداما (انگلیسی: Kenya Kodama؛ زادهٔ ۲۵ فوریهٔ ۱۹۹۷) بازیکن فوتبال اهل ژاپن است.